# 等周定理
等周定理，又稱等周不等式（英語：isoperimetric inequality），是一个几何中的不等式定理，说明了欧几里得平面上的封闭图形的周长以及其面积之间的关系。其中的“等周”指的是周界的长度相等。等周定理說明在周界长度相等的封闭几何形狀之中，以圓形的面積最大；另一個說法是面積相等的几何形狀之中，以圓形的周界长度最小。這兩種說法是等價的。它可以以不等式表達：若{\displaystyle P}為封闭曲線的周界长，{\displaystyle A}為曲線所包圍的區域面積，{\displaystyle 4\pi A\leq P^{2}}。
虽然等周定理的结论早已为人所知，但要严格的证明这一点并不容易。首个严谨的数学证明直到19世纪才出现。之后，数学家们陆续给出了不同的证明，其中有不少是非常简单的。等周问题有许多不同的推广，例如在各种曲面而不是平面上的等周问题，以及在高维的空间中给定的“表面”或区域的最大“边界长度”问题等。
在物理中，等周问题和跟所谓的最小作用量原理有關。一个直观的表现就是水珠的形状。在没有外力的情况下（例如失重的太空舱里），水珠的形状是完全对称的球体。这是因为当水珠体积一定时，表面张力会迫使水珠的表面积达到最小值。根据等周定理，最小值是在水珠形状为球状时达到。

## 歷史

不完全凸的封閉曲線的話，能以「翻折」凹的部分以成為凸的圖形，以增加面積，而周长不变

一个狭长的图形可以通过“压扁”来变得“更圆”，从而使得面积更大而周长不变。

平面上的等周问题是等周问题最经典的形式，它的出现可以追溯到很早以前。这个问题可以被表述为：在平面上所有周长一定的封闭曲线中，是否有一个围成的面积最大？如果有的话，是什么形状？另一种等价的表述是：当平面上的封闭曲线围成的面积一定时，怎样的曲线周长最小？
雖然圓看似是問題的表面答案，但證明此事實其實不易。首個接近答案的步驟出現在1838年——雅各·史坦納以幾何方法證明若答案存在，答案必然是圓形。不久之后他的证明被其他数学家完善。
其方法包括證明了不完全凸的封閉曲線的話，能以「翻折」凹的部分以成為凸的圖形，以增加面積；不完全對稱的封閉曲線能以傾斜來取得更多的面積。圓，是完全凸和對稱的形狀。可是這些並不足以作為等周定理的嚴格證明。
1901年，阿道夫·赫維茲憑傅里叶级数和格林定理給出一個純解析的證明。

## 證明

### 初等证明
以下給出一個較初等的證明，分5步。
設一條長度為P的封閉曲綫圍成的區域的最大面積為{\displaystyle A}，亦以{\displaystyle A}、{\displaystyle P}來標記該區域及其邊界；那麼該圖形應當滿足如下性質：
1、{\displaystyle A}是一個凸區域。
- 假使不然，{\displaystyle A}是一個凹區域。那麼根據定義，可以在{\displaystyle P}內找到兩個點{\displaystyle M}和{\displaystyle N}，使其連線{\displaystyle MN}有一部份{\displaystyle M'N'}不包含于{\displaystyle A}的內部。然而如以{\displaystyle M'N'}替換掉原來的那段弧，則周長將減少，面積將增加，從而將新圖形擴大若干倍后得到一個同樣周長，面積比{\displaystyle A}大的區域。矛盾。

2、凡平分周長{\displaystyle P}的弦必平分面積{\displaystyle A}。
- 如果一弦{\displaystyle MN}平分{\displaystyle P}而將{\displaystyle A}分為大小不同的兩部份{\displaystyle A_{1}>A_{2}}，那麼去掉{\displaystyle A_{2}}而將{\displaystyle A_{1}}對{\displaystyle MN}做對稱，則可得到一個周長仍然等於{\displaystyle P}而面積等於{\displaystyle 2A_{1}>A_{1}+A_{2}=A}的區域，矛盾。

3、凡平分{\displaystyle A}的弦，無論方向，長度相等。
- 如果不然，不妨設兩弦{\displaystyle MN}和{\displaystyle M'N'}均平分面積{\displaystyle A}而{\displaystyle MN>M'N'}。那麼分別選取{\displaystyle MN}及其任一側的曲綫（半個{\displaystyle P}，不妨記為{\displaystyle P_{1}}），以及{\displaystyle M'N'}及其任一側的區域（另行劃分的半個{\displaystyle P}，記為{\displaystyle P'_{1}}），并粘合在一起使得{\displaystyle M'N'}落在{\displaystyle MN}上，{\displaystyle M}與{\displaystyle M'}重合。
  - 此時，新的圖形仍然滿足周長為{\displaystyle P}，面積為{\displaystyle A}的性質，且由於{\displaystyle MN>M'N'}，N'應落於{\displaystyle MN}之間。
- 以M為中心，分別對{\displaystyle P_{1}}和{\displaystyle P'_{1}}做{\displaystyle \lambda }和{\displaystyle \mu }倍的放縮，使兩曲綫的終端吻合（即N和N'經過變換之後重合，記為{\displaystyle N''}），得到兩個分別與原區域相似的區域{\displaystyle Q_{1}}和{\displaystyle Q'_{1}}。適當調整{\displaystyle \lambda }和{\displaystyle \mu }的值，使曲綫{\displaystyle MQ_{1}N''Q'_{1}M}的周長仍為P。
  - 此時{\displaystyle Q_{1}}和{\displaystyle Q'_{1}}的長度分別等於{\displaystyle {\frac {P\lambda }{2}}}和{\displaystyle {\frac {P\mu }{2}}}，所圍的面積分別等於{\displaystyle {\frac {A\lambda ^{2}}{2}}}和{\displaystyle {\frac {A\mu ^{2}}{2}}}；並且由於{\displaystyle MN}和{\displaystyle MN'}經過放縮后重合，有{\displaystyle \lambda MN=\mu MN'}。
- 由於曲綫{\displaystyle MQ_{1}N''Q'_{1}M}的周長仍為P，故{\displaystyle {\frac {P\lambda }{2}}+{\frac {P\mu }{2}}=P}，從而{\displaystyle \lambda +\mu =2}；而由{\displaystyle \lambda MN=\mu MN',MN>MN'}知{\displaystyle 0<\lambda <1}。
- 所以，{\displaystyle MQ_{1}N''Q'_{1}M}的面積為{\displaystyle A{\frac {\lambda ^{2}+\mu ^{2}}{2}}=A{\frac {\lambda ^{2}+(2-\lambda )^{2}}{2}}=A(\lambda ^{2}-2\lambda +2)>A}，與{\displaystyle A}最大矛盾。

4、若{\displaystyle MN}平分{\displaystyle A}，{\displaystyle O}為{\displaystyle MN}中點，那麼對{\displaystyle P}上任意一點{\displaystyle R}，都有{\displaystyle OM=ON=OR}。
- 以{\displaystyle O}為中心，做{\displaystyle MRN}的中心對稱圖形，{\displaystyle R}對稱到{\displaystyle R'}；那麼圖形{\displaystyle MR'NRM}的周長為{\displaystyle P}，面積為{\displaystyle A}。由第3步知{\displaystyle MN}和{\displaystyle RR'}的長度應該相等，而{\displaystyle O}也是{\displaystyle RR'}的中點，故得結論。

5、由於{\displaystyle O}到{\displaystyle P}上任意一點的距離都相等，所以{\displaystyle P}是圓。

### 傅里叶级数证明
不妨将封闭图形周长定为{\displaystyle 2\pi }，选取弧长参数{\displaystyle t}其取值为从0到{\displaystyle 2\pi }，有参数方程{\displaystyle (x,y)=[x(t),y(t)]}，并且根据封闭图形有{\displaystyle [x(0),y(0)]=[x(2\pi ),y(2\pi )]}。现展开为傅里叶级数：
{\displaystyle {\begin{aligned}x(t)&={\frac {a_{0}}{2}}+\sum _{k=1}^{\infty }[a_{k}\cos(kt)+b_{k}\sin(kt)]\\y(t)&={\frac {c_{0}}{2}}+\sum _{k=1}^{\infty }[c_{k}\cos(kt)+d_{k}\sin(kt)]\end{aligned}}}
以及相应导数：
{\displaystyle {\begin{aligned}x'(t)&=\sum _{k=1}^{\infty }[-ka_{k}\sin(kt)+kb_{k}\cos(kt)]\\y'(t)&=\sum _{k=1}^{\infty }[-kc_{k}\sin(kt)+kd_{k}\cos(kt)]\end{aligned}}}
考虑帕塞瓦尔恒等式（注意这里是实数情形），可以得到：
{\displaystyle \sum _{k=1}^{\infty }k^{2}(a_{k}^{2}+b_{k}^{2}+c_{k}^{2}+d_{k}^{2})=\int _{0}^{2\pi }{\frac {[x'(t)]^{2}+[y'(t)]^{2}}{\pi }}\mathrm {d} t=2\qquad (1)}
其中第二个等号是因为弧长参数表示的微分满足{\displaystyle [x'(t)]^{2}+[y'(t)]^{2}=1}的关系。
根据格林公式，得到封闭图形面积为{\displaystyle S=\int _{0}^{2\pi }x(t)y'(t)\mathrm {d} t}，因此：
{\displaystyle {\frac {S}{\pi }}=\int _{0}^{2\pi }{\frac {x(t)y'(t)}{\pi }}\mathrm {d} t=\sum _{k=1}^{\infty }k(a_{k}d_{k}-b_{k}c_{k})\qquad (2)}
整理与联系上述等式(1)与(2)，得：
{\displaystyle {\begin{aligned}4\pi ^{2}-4\pi S&=2\pi ^{2}\sum _{k=1}^{\infty }[k^{2}(a_{k}^{2}+b_{k}^{2}+c_{k}^{2}+d_{k}^{2})-2k(a_{k}d_{k}-b_{k}c_{k})]\\&=2\pi ^{2}\sum _{k=1}^{\infty }[(ka_{k}-d_{k})^{2}+(kb_{k}+c_{k})^{2}+(k^{2}-1)(c_{k}^{2}+d_{k}^{2})]\\&\geqslant 0\end{aligned}}}
此时可以证明{\displaystyle S}存在最大值（初等证明里没有证明解的存在性），即该不等式取等号时的情况，当且仅当满足以下条件：
{\displaystyle {\begin{cases}a_{1}-d_{1}=0\\b_{1}+c_{1}=0\\a_{k}=b_{k}=c_{k}=d_{k}=0&k\geqslant 2\end{cases}}}
最终可以得到参数方程即为圆：
{\displaystyle {\begin{cases}x={\dfrac {a_{0}}{2}}+a_{1}\cos t+b_{1}\sin t\\y={\dfrac {c_{0}}{2}}-b_{1}\cos t+a_{1}\sin t\end{cases}}}
证毕。